# Euryzonus luridus
Euryzonus luridus är en mångfotingart som först beskrevs av Karsch 1881.  Euryzonus luridus ingår i släktet Euryzonus och familjen Gomphodesmidae. Inga underarter finns listade i Catalogue of Life.